# Trybunał inkwizycji w Vercelli
Trybunał inkwizycji w Vercelli – sąd inkwizycyjny, mający swą siedzibę w Vercelli (księstwo Sabaudii-Piemontu). Istniał jako samodzielny trybunał od maja 1505 do roku 1800 (z krótką przerwą w 1799). Był kierowany przez dominikanów. Od połowy XVI wieku wchodził w skład struktur inkwizycji rzymskiej

## Historia
Diecezja Vercelli w 1254 znalazła się w granicach prowincji inkwizytorskiej Lombardia i Marchia Genueńska, w której sprawowanie urzędu inkwizycji papież Innocenty IV powierzył dominikanom. Jednakże pierwsze wzmianki o faktycznej działalności inkwizycji w tej diecezji są o kilkadziesiąt lat późniejsze. Na przełomie XIII i XIV wieku poświadczona jest tu działalność inkwizytora trybunału z Pawii Lanfranco da Bergamo (1292–1305). Z kolei w 1307 mediolański dominikanin Emanuele Testa da Novara brał udział w krucjacie przeciwko sekcie braci apostolskich, działającej w diecezji Vercelli pod przywództwem Dulcyna. 
Od 1308 Vercelli było jednym z głównych ośrodków wielkiego okręgu inkwizytorskiego, obejmującego diecezje Vercelli, Novary i Ivrei, a od początku XV wieku także diecezję Como. Okręg ten (w szczególności diecezja Como) stał się areną jednych z najwcześniejszych polowań na czarownice w Europie. Niccolò Constantini, inkwizytor w latach 1460–1482, miał wedle tradycji dominikańskiej wysłać na stos ponad 300 domniemanych czarownic. Fragmentarycznie zachowane źródła potwierdzają procesy i egzekucje czarownic w diecezji Vercelli oraz diecezjach sąsiednich w tym okresie.
W 1488 spod jurysdykcji inkwizytora Vercelli, Novary i Como wyłączono diecezję Casale Monferrato (wyodrębnioną w 1474).
W maju 1505 ten wielki okręg został podzielony. Samodzielne trybunały utworzone zostały w Vercelli, Novarze i Como. Inkwizytor Vercelli zachował jurysdykcję jedynie nad diecezjami Vercelli i Ivrei. W przeciwieństwie do większości pozostałych trybunałów lombardzkich, trybunał w Vercelli nigdy nie znalazł się w ręku zreformowanego (obserwanckiego) skrzydła zakonu dominikanów, reprezentowanego przez założoną w 1459 Kongregację Lombardzką (od 1531 Prowincję Obojga Lombardii). Inkwizytorami Vercelli byli zawsze dominikanie wywodzący się z niezreformowanej (tzw. konwentualnej) prowincji (od 1531 wikariatu) św. Piotra Męczennika.
Po utworzeniu przez Pawła III Kongregacji Świętego Oficjum w Rzymie jako najwyższego trybunału  inkwizycyjnego trybunał z Vercelli stopniowo włączany był w struktury zreformowanej inkwizycji rzymskiej. Pierwszym inkwizytorem mianowanym przez Kongregację (a nie przez władze zakonne) był Cipriano Uberti (mianowany w 1563, zmarł w 1607), autor dzieła Tavola delli Inquisitori, będącego cennym źródłem wiedzy o szesnastowiecznych włoskich inkwizytorach. W okresie jego urzędowania doszło do zahamowania przenikania wpływów reformacji do północnowschodnich Włoch. W 1572 jurysdykcja Ubertiego została rozszerzona także na diecezję Aosty, co jednak okazało się nietrwałym zarządzeniem.
Pod koniec XVII wieku książę Sabaudii i Piemontu Wiktor Amadeusz II (panował 1675–1730) popadł w konflikt ze Stolicą Apostolską. W ramach tego konfliktu książę począwszy od roku 1698 zaczął wetować nominacje inkwizytorskie dokonywane przez Kongregację Świętego Oficjum dla trybunałów położonych w jego księstwie. Ostatnim inkwizytorem Vercelli okazał się być Tommaso Fonticelli da Varagine (1704–1712). Wskutek polityki Wiktora Amadeusza II doszło do trwałych wakatów na stanowiskach inkwizytorskich większości piemonckich trybunałów. Ich działalnością kierowali odtąd wikariusze generalni, a nie pełnoprawni inkwizytorzy, co obniżyło ich rangę. W tej postaci kontynuowały one swoją działalność aż do czasów inwazji rewolucyjnej Francji na Włochy pod koniec XVIII wieku.
Trybunał inkwizycyjny w Vercelli został zniesiony po raz pierwszy 28 stycznia 1799 przez marionetkowy rząd tymczasowy, utworzony przez wojska francuskie po zajęciu Piemontu kilka tygodni wcześniej. Niedługo potem jednak, w maju 1799, Francuzi zostali wyparci przez Austriaków i Rosjan, którzy przywrócili władzę króla Karola Emanuela IV. 28 lipca 1799 rząd monarchiczny wydał dekret o przywróceniu inkwizycji. Restauracja monarchii trwała jednak krótko. Niespełna rok później Francuzi ponownie zajęli Piemont i utworzona przez nich Rada Piemontu (Consulta del Piemonte) dekretem z dnia 23 lipca 1800 roku definitywnie zlikwidowała miejscowe trybunały, w tym także trybunał w Vercelli.

## Organizacja
Siedziba trybunału znajdowała się w dominikańskim konwencie S. Paolo w Vercelli, należącym do prowincji zakonnej Lombardii Górnej, zwanej oficjalnie Prowincją (od 1531 Wikariatem) Świętego Piotra Męczennika. Jurysdykcji trybunału po roku 1505 podlegały diecezje Vercelli i Ivrei, a okresowo (1572–1620) także diecezja Aosta. Na czele trybunału stał inkwizytor, a po roku 1712 wikariusz generalny. W Ivrei inkwizytora reprezentował wikariusz (także dominikanin), a na prowincji podlegali mu wikariusze rejonowi (wywodzący się z lokalnego duchowieństwa, niekoniecznie zakonnego), sprawujący nadzór nad grupami parafii. Nie wiadomo jednak dokładnie, ile takich wikariatów było w okręgu Vercelli.
W wewnętrznej hierarchii dominikańskich trybunałów inkwizycyjnych trybunał z Vercelli zaliczany był do najniższej, trzeciej klasy.

## Lista inkwizytorów (od 1505)
- Lorenzo Soleri da Sant'Agata OP, inkwizytor Vercelli, Como i Novary (1483–1505), inkwizytor Vercelli (1505–1527)[18]
- Agostino Leoni da Cavaglia OP (1527–1540)[10]
- Giacomo Barilli OP (1540–1561)[19][10]
- Vincenzo Pecora da Milano OP (1561–1563)[20]
- Cipriano Uberti OP (1563–1607)[10]
- Ambrogio Barbavara da Milano OP (1607–1615)[10]
- Girolamo Olivetti da Biella OP (1615–1617)[21]
- Paolo Maria Donzelli da Mondovì OP (1617–1621)[10]
- Giacinto Broglia da Chieri OP (1621–1640)[22][10]
- Giacinto Brusati di Novara OP (1640–1645)
- Giovanni Battista Ciconia da Novara OP (1645–1660)[10]
- Giovanni Alessandro Rusca da Torino OP (1660–1684)[10]
- Giacinto Falletto OP (1684–1704)[10]
- Tommaso Fonticelli da Varagine OP (1704–1712)[10]
- Wakat (1712–1800):
  - Tommaso Luigi Bastero OP, wikariusz generalny (1712–1724)
  - Giuseppe Tommaso di Saluzzo OP, wikariusz generalny (1724–1743)
  - Giovanni Battista Bianchi OP, wikariusz generalny (1743–1754)
  - Giuseppe Giacinto Schelini OP, wikariusz generalny (1754–1768)
  - Giuseppe Giacinto Cappelli OP, wikariusz generalny (1768–1786)
  - Domenico Poncini OP, wikariusz generalny (1786–1798)
  - Vincenzo Pullini OP, wikariusz generalny (1798–1800)

## Trybunał w Ivrei
Przez bardzo krótki czas (1563–1566) diecezja Ivrei była samodzielnym okręgiem inkwizytorskim, wyłączonym spod jurysdykcji inkwizytora Vercelli. Jej jedynym inkwizytorem był dominikanin Arcangelo Forchini.